# Samuel Sandys
Samuel Sandys, 1. baron Sandys (Samuel Sandys, 1st Baron Sandys of Ombersley) (10. srpna 1695 – 21. dubna 1770, Londýn, Anglie) byl britský politik ze starobylé rodiny. Byl dlouholetým poslancem Dolní sněmovny, od roku 1743 s titulem barona členem Sněmovny lordů. Krátce zastával funkce ministra financí (1742–1743) a ministra obchodu (1761–1763).

## Životopis

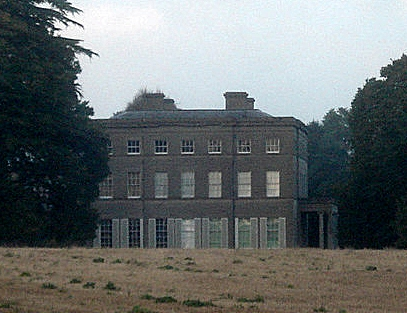
Zámek Ombersley Court (Worcestershire), sídlo rodu Sandysů

Pocházel ze starobylé rodiny, k jeho předkům patřil mimo jiné yorský arcibiskup Edwin Sandys (1519–1588). Samuel byl synem Edwina Sandyse (1659–1699), poslance Dolní sněmovny a majitele statků ve Worcestershire. V letech 1711–1715 studoval na univerzitě v Oxfordu, studium ale nedokončil a vypravil se na kavalírskou cestu po Evropě. V letech 1718–1743 byl členem Dolní sněmovny, celou dobu zastupoval město Worcester a patřil k whigům. Původně podporoval premiéra Roberta Walpola, později přešel k vnitrostranické opozici vedené Williamem Pulteneyem. Až po Walpolově pádu se dostal k vládním úřadům a v letech 1742–1743 byl kancléřem pokladu (ministr financí). Zároveň byl mluvčím vlády v Dolní sněmovně a v roce 1742 se také stal členem Tajné rady. V letech 1743–1744 zastával ve vládě méně významnou funkci výplatčího rent dvorských úředníků (Cofferer of the Household). Mezitím byl v roce 1743 povýšen na barona a povolán do Sněmovny lordů. Později obdržel méně vlivné funkce královského sudího v jižních hrabstvích (1756) a v severních hrabstvích (1759–1761). Do vlády se vrátil až v Newcastlově kabinetu, kdy se stal prezidentem úřadu pro obchod a kolonie (1761–1763).
Jeho manželkou byla Letitia Tipping (1704–1779) z parlamentní rodiny, dcera poslance Sira Thomase Tippinga. Měli spolu deset dětí, sedm synů a tři dcery, většina z nich zemřela v dětství. Šestý syn John Sandys (1735–1758) padl v Německu za sedmileté války. Nejstarší syn Edwin (1726–1797) byl dlouholetým členem Dolní sněmovny (1747–1770) a poté dědicem peerského titulu barona, zemřel bez potomstva. Mladší syn Martin (1728–1768) sloužil v armádě a dosáhl hodnosti plukovníka. Martinova dcera Mary Sandys (1762–1836) se provdala do rodu Hillů a v roce 1803 byl pro ni obnoven baronský titul. Titul barona byl odvozen od rodinného sídla Ombersley Court v hrabství Worcestershire.